# Чилтърн Хилс
Чилтърн Хилс (на английски: Chiltern Hills) е възвишение в югоизточната част на Англия, явяващо се северна „ограда“ на Лондонския басейн. Представлява куестов рид, простиращ се от югозапад на североизток на протежение от 100 km и ширина до 30 km. Максимална височина връх Хадингтън Хил (260 m), издигащ се в югозападната му част. Възвишението е изградено от варовици и е разделено от напречни речни долини на отделни хълмове. От южните му склонове водят началото си няколко леви притока (Тейм, Ли и др.) на Темза и Челмър, Колн и Стаур, вливащи се директно в Северно море, а от северните – няколко десни притока (Кам, Ларк и др.) на Грейт Уз. Частично са се запазили малки горички от дъб, бук и габър.